# Justin Herbert
Justin Patrick Herbert (Eugene, Oregon, 10 maart 1998) is een Amerikaans Americanfootballspeler voor de Los Angeles Chargers (NFL). Herbert nam in 2022 deel aan de Pro Bowl.